# Trogon de Malabar
Harpactes fasciatus
Espèce
Répartition géographique
Statut de conservation UICN

 LC  : Préoccupation mineure
Le Trogon de Malabar (Harpactes fasciatus) est une espèce d'oiseau de la famille des Trogonidae.

## Répartition
Son aire s'étend sur le Sri Lanka et les sud-ouest de l'Inde (côte de Malabar) avec quelques populations isolées dans les ghâts orientaux et le centre du Deccan.

## Habitat
Son habitat est la forêt tropicale dense, où il niche dans des trous de troncs d'arbres (ponte de 2 à 4 œufs).

## Galerie

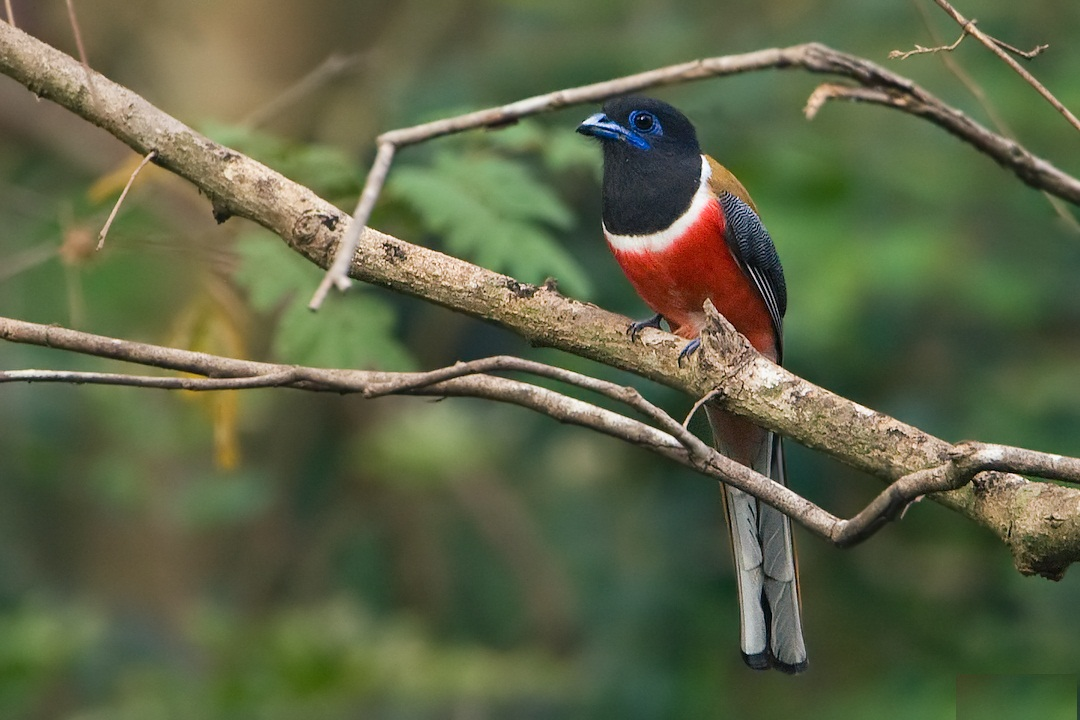
♂
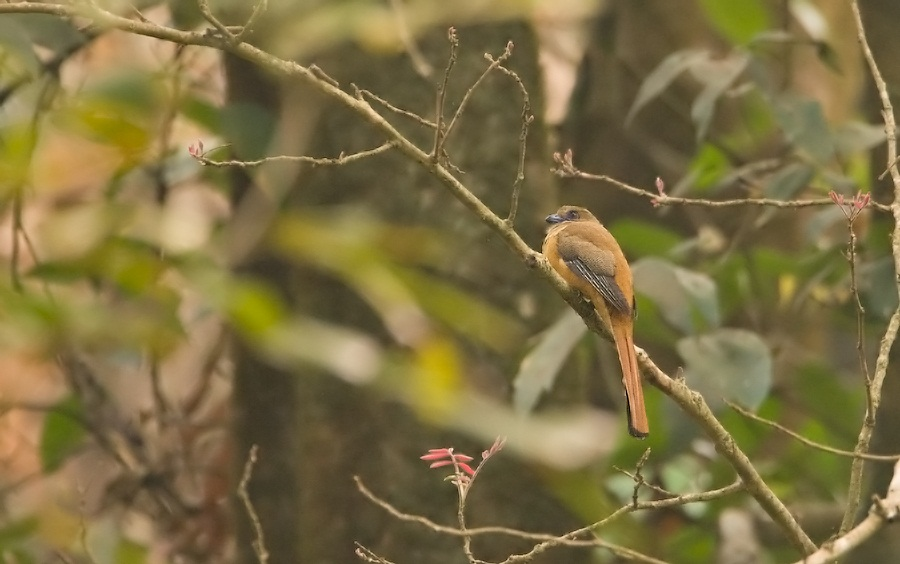
♀